# Соларис (роман)
Вижте пояснителната страница за други значения на Соларис.
Соларис (на полски: Solaris) е научнофантастичен роман от 1961 г. на известния полски писател Станислав Лем. Книгата има голям успех, дължащ се на уникалната комбинация на научни хипотези, философски разсъждения и сложно изградени емоционални отношения. Нейната поява принуждава критиката да преосмисли отношението си към считания за второстепенен жанр на научната фантастика. „Соларис“ носи на автора си световна известност и го нарежда сред класиците на жанра. Романът е преведен на над 30 езика. В България е издаден за пръв път през 1965 г., в превод на Андреана Радева.

## Сюжет
Внимание:  Текстът по-долу разкрива сюжета на произведението (или части от него)!
Пристигайки на космическата станция кръжаща около планетата Соларис, психологът Крис Келвин я заварва в безредие. Подозренията му, че се е случило нещо лошо, постепенно се затвърждават. Д-р Гибарян е умрял при неизяснени обстоятелства, физикът Сарториус се е заключил в лабораторията, а третият член на екипажа, кибернетикът Снаут, е неадекватен. Когато в един от коридорите на станцията среща негърка в плажно облекло, самият Келвин започва да се безпокои за здравия си разум. Разговорът му със Снаут изяснява причината за смъртта на Гибарян – самоубийство. По въпроса за странните явления, наблюдавани на станцията, кибернетикът е доста уклончив. Все пак той твърди, че не става дума за халюцинация. Скоро Келвин се сблъсква лично с феномена наречен по-късно от учените „творения F“ (фантом) или просто „гост“. Всичко е започнало, когато Гибарян, Сарториус и Снаут са експериментирали с рентгеново облъчване на живия „океан“ на Соларис. Гигантската органична маса, за която соларистите смятат, че е разумно същество, е отговорила изпращайки им „гости“. Извличайки информация от подсъзнанието им, „Океанът“ материализира най-съкровените им спомени и преживявания под формата на човешки същества. За Крис Келвин това е самоубилата се преди години негова съпруга. Първоначално потресен, психологът е раздвоен между ужаса от нечовешката имитация на жена си Харей и постепенно прокрадващата се симпатия към нея. Трудно е да се живее, когато на показ са извадени неща, които човек не би искал да признае дори пред самия себе си. Гибарян не е могъл.
Изследователите не знаят как да тълкуват действията на Соларис. Човечеството дълго и упорито е търсило контакт с друг разум. Сега той е осъществен, но последиците са се оказали непредвидими. Какво в крайна сметка означават „гостите“? Експеримент, който „Океанът“ на свой ред прави с тях, самозащита, наказание или може би подарък? Обитателите на станцията се сблъскват едновременно с проблема за съвестта си като хора и учени и невъзможността да проникнат в нещо, надхвърлящо собственият им разум и въображение.

### Соларистика
Сам занимаващ се с научни изследвания, писателят Станислав Лем обрисува убедително една несъществуваща наука и нейният предмет – Соларис. Планетата, която обикаля около двойка слънца е открита около 100 г. преди раждането на главния герой на романа, Крис Келвин. Дълго време тя не предизвиква сериозен интерес у изследователите, които смятат, че не може да съществува живот в двойни слънчеви системи. Причината е в големите гравитационни колебания в орбитите на планетите в тях.
За учудване на специалистите, изследванията показват, че Соларис има непроменлива орбита. Феноменът провокира научното любопитство на учените. Четиридесет години след откриването на планетата е организирана първата експедиция до нея. Целият Соларис се оказва покрит с океан, с изключение на няколко скалисти острова в южното полукълбо. Атмосферата ѝ не съдържа кислород, няма следи от живи организми. Обяснение за противоречащата на физичните закони постоянна орбита не е открито. Тринадесет години по-късно е проведена нова експедиция. Този път изследователите кацат на повърхността и успяват да проучат океана на Соларис. Оказва се, че той има органичен произход. Подобно на гигантска амеба, „Океанът“ обгръща планетата и контролира нейната орбита. Възниква въпросът, съзнателно ли е това негово поведение и би ли могъл да се нарече той „жив“? Избухват ожесточени спорове, но в крайна сметка дори най-големите скептици са принудени да признаят „Океана“ на Соларис не само за живо същество, но и за разумна форма на живот. Тогава пред човечеството е поставен нов проблем – как да бъде осъществен контакт с разум, нямащ нищо общо със земния. Всички опити на учените да комуникират с „Океана“ стигат до задънена улица. Изграждат се безброй хипотези за неговата същност, но реално контакт не е осъществен. Соларистите могат само да наблюдават феномените на Соларис и да гадаят за тяхното естество и мотивите на този, който ги създава. А „Океанът“ е богат на явления, описани и класифицирани надлежно от професор Гисе: „дългуни“, „бързачи“, „мимоиди“, „симетриади“, „асиметриади“. Разбира се най-впечатляващото творение на Соларис са „творенията F“, с които се сблъскват обитателите на изследователската станция.
В крайна сметка след като създава убедително цял един свят, Лем не дава отговор на въпроса каква е неговата истинска същност. Соларис си остава загадка и може би това го прави още по-интригуващ.

### Чудовищата[2]на Соларис
- „Дългуни“ – колосални, подобни на питони образувания по повърхността на „Океана“. Те имат сложна, меняща се структура и съвършено неясно предназначение. Изглежда в туловищата им се извършват сложни химически реакции. Изказани са хипотези, че става дума за подобия на дихателни или храносмилателни органи. Повърхността на Соларис е покрита с милиони „дългуни“, съществуването на всеки от които продължава до няколко седмици.

- „Мимоиди“ – От кипящите си маси, Соларис образува тези изкуствени острови от желеподобна маса. Тяхна особеност е, че се стремят да наподобят всяка обкръжаваща ги форма. Размерите им най-често са по-големи от тези на земен град. След като се втвърдят, те могат да просъществуват носейки се по океана продължително време. Изследователите са склонни да виждат в техните фантастични конструкции градове, замъци, паркове, предмети. Те могат само да предполагат стреми ли се „Океанът“ да възпроизведе чрез „мимоидите“ картини от собствените им представи или има съвсем други причини за създаването им. Надеждите на соларистите, че именно чрез „мимоидите“ ще се осъществи мечтаният контакт, остават излъгани.

- „Симетриади“ – Явлението наподобява експлозия, при която от изригналата повърхност на „Океана“ се образува гигантски мехур. „Симетриадите“ са колкото впечатляващи с красивите отблясъци по повърхността си, толкова и потискащи с чудовищните си размери и липса на каквато и да е била прилика с познато явление. В тяхна близост нормалните закони на физиката престават да действат. Понякога учените са склонни да ги смятат за геометрична визуализация на изключително сложни математически изчисления правени от Соларис.

## Създаването на романа
Станислав Лем написва „Соларис“ през юни 1961 г. в Закопане. Писателят се лекува там от сенна хрема в Дома на Съюза на полските писатели. По-голямата част от произведението е написана на един дъх, в рамките на няколко дни. Лем споделя, че имал трудности със завършването на романа.

## Цензура
При първата пълна публикация на „Соларис“ в СССР през 1963 г., съветската цензура отстранява от изданието част от оригиналния текст, който ѝ се струва твърде теософски. Премахнати са две печатни страници от последната глава, съдържащи диалог между Келвин и Снаут. В тях героите обсъждат едно ново хрумване – Соларис да се окаже зачатие на космически разум, който според представите на хората би могъл да се нарече Бог. Или може би несполучил, недоразвит Бог, „Бог недоносче“? Не се изключва възможността, някъде във Вселената да съществува разум, успял да постигне това, което „Океанът“ не е могъл.
Българските издания от епохата на тоталитаризма също са цензурирани и на практика текстът е непознат за тогавашните читатели.

## „Соларис“ на Лем и „Соларис“ на Тарковски
В романа си писателят фантаст дава научен поглед на темата за възможен контакт на хората с разум от извънземен произход и проблемите, които могат да се породят от невъобразимите разлики помежду им. Интересува го как би се отразило на човешкото общество самото съществуване на друга разумна форма на живот. Важна за Лем е и теоретичната възможност (от гледна точка на астрофизиката и биохимията) за реалното съществуване на космически обекти подобни на описаните. Този род проблеми са чужди на режисьора Андрей Тарковски и в своя филм той ги оставя на заден план. Това предизвиква недоволството на Лем, който дори заплашва, че ще забрани да се екранизира романът му. Тарковски се принуждава на някои отстъпки. Въпреки това тематично и идейно филмът се отличава от първообраза си, при все че следва доста точно сюжетната му линия. До края на живота си Лем запазва отрицателното си отношение към тази екранизация.
Относно римейка на Стивън Содърбърг, писателят заявява, че не го е гледал, но е запознат с противоречивите оценки за него от страна на критиката в САЩ. Лем припомня, че главен проблем на романа му е контактът с извънземен разум, непобиращ се в рамките на човешките възприятия, а не за любовта в далечния космос.

## Екранизации
- „Соларис“ от 1968 – телевизионен спектакъл в 2 части, режисьор Борис Ниренбург, СССР.
- „Соларис“ от 1972 г. на режисьора Андрей Тарковски.
- „Соларис“ от 2002 г. на режисьора Стивън Содърбърг.